# Actinoschoenus
Actinoschoenus – rodzaj roślin z rodziny ciborowatych (Cyperaceae). Obejmuje trzy lub cztery gatunki występujące na Madagaskarze, na Sri Lance i w Chinach. 

## Systematyka
Pozycja według APweb (aktualizowany system APG III z 2009)
Rodzaj z plemienia Abildgaardieae z podrodziny Cyperoideae w obrębie rodziny ciborowatych (Cyperaceae) w obrębie jednoliściennych.
Wykaz gatunków
- Actinoschoenus repens J.Raynal
- Actinoschoenus thouarsii (Kunth) Benth.
- Actinoschoenus yunnanensis (C.B.Clarke) Y.C.Tang